# Avex Group
Avex Trax (エイベックス株式会社?, Eibekkusu kabushiki gaisha, Avex Entertainment Corporation) è una casa discografica giapponese. Il nome deriva da Audio Visual Express.

## Storia
Una delle più grandi etichette indipendenti del mondo, la Avex Trax è stata una delle principali etichette giapponesi di musica pop, rock, R&B e dance degli anni novanta. Ha prodotto i lavori di noti cantanti ed idol j-pop, tra cui Ayumi Hamasaki, Koda Kumi, Anna Tsuchiya, Ai Ōtsuka, BoA, Hitomi ed altri, insieme a musiche di anime (tra le quali "dearest", successo di Ayumi Hamasaki per InuYasha, e "I am" di Hitomi, sempre per questa serie).
Ha prodotto anche i lavori degli AAA. Dell'Avex Group fa parte anche l'Avex Mode, produttrice di anime.
Avex Trax ha inoltre prodotto musica giapponese anche per videogiochi (fra cui Bust a Groove e Bust a Groove 2).
Vanta, inoltre, la produzione di 2 album di una delle band icone degli anni 80, i Dead or Alive.